# مائورو بولینو
مائورو بولینو (انگلیسی: Mauro Bollino؛ زادهٔ ۳۱ دسامبر ۱۹۹۴) بازیکن فوتبال اهل ایتالیا است.
وی همچنین در تیم‌های ملی فوتبال زیر ۱۸ سال ایتالیا و زیر ۱۹ سال ایتالیا بازی کرده‌است.